# Consolas
Consolas è un carattere monospazio. Fa parte della nuova suite di caratteri progettata appositamente per utilizzare la nuova tecnologia ClearType, usata per "smussare" gli angoli dei caratteri. È incluso in Microsoft Windows Vista e in Microsoft Office 2007, ed è disponibile per il download agli utenti di Microsoft Visual Studio. Fra i nuovi sei caratteri di Windows Vista, Consolas è il più simile a Lucida Console o a Courier New.

## Uso nella programmazione
Consolas rappresenta un'iniziazione al regno dei font per programmatori di Windows perché è stato creato specificamente per l'antialiasing, tramite la tecnologia Cleartype brevettata da Microsoft. Tradizionalmente i programmatori che lavorano in Windows usano il Courier New o un tipo similare di carattere a spaziatura fissa (fixed-width) e scelgono se abilitare o meno l'antialiasing a seconda delle preferenze personali. Questo perché a differenza di altri tipi di testo (come ad esempio file PDF, pagine Web e documenti dei Word processor) i file di codice sorgente (che sono file di testo semplice) non specificano il font con cui devono essere visualizzati; la scelta è lasciata alle preferenze del programmatore.

### Esempio
Il seguente esempio di un programma C++ usa un font per programmi standard, il Courier New:
Lo stesso programma, usando Consolas aliased risulta non perfettamente allineato:
Quando il font smoothing è attivato invece tutti i caratteri risultano ben allineati:
Consolas è stato progettato specificamente per il ClearType, perciò rende al massimo solo con questa tecnologia abilitata (Nota: l'immagine può risultare sfuocata su un monitor non LCD):